# Cảng Long Beach

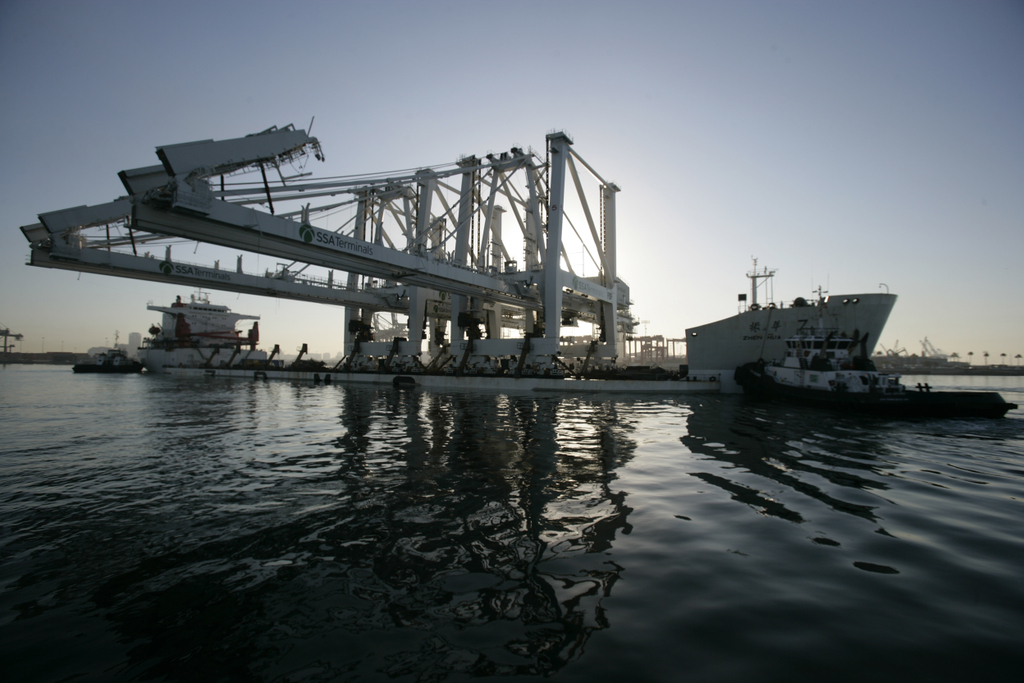
Một phần của cảng Long Beach.

Cảng Long Beach còn được gọi là Cục Cảng Long Beach, là hải cảng lớn thứ hai của Mỹ về số lượng container bốc dỡ tại đây sau cảng Los Angeles ngay gần đó. Cảng này hoạt động như là một cửa ngõ chính cho thương mại từ Mỹ sang châu Á. Nó có diện tích đất liền 3.200 mẫu Anh (13 km2) với 25 dặm (40 km) bờ biển ở thành phố Long Beach, California. Cảng Long Beach nằm cách Khu thương mại Long Beach chưa đến hai dặm (3 km) về phía Tây nam và khoảng 25 dặm (40 km) về phía Nam của trung tâm thành phố Los Angeles. Cảng biển tự hào tạo ra lợi nhuận $ 100 tỷ USD  và cung cấp hơn 316.000 việc làm ở miền Nam California. 

## Lịch sử

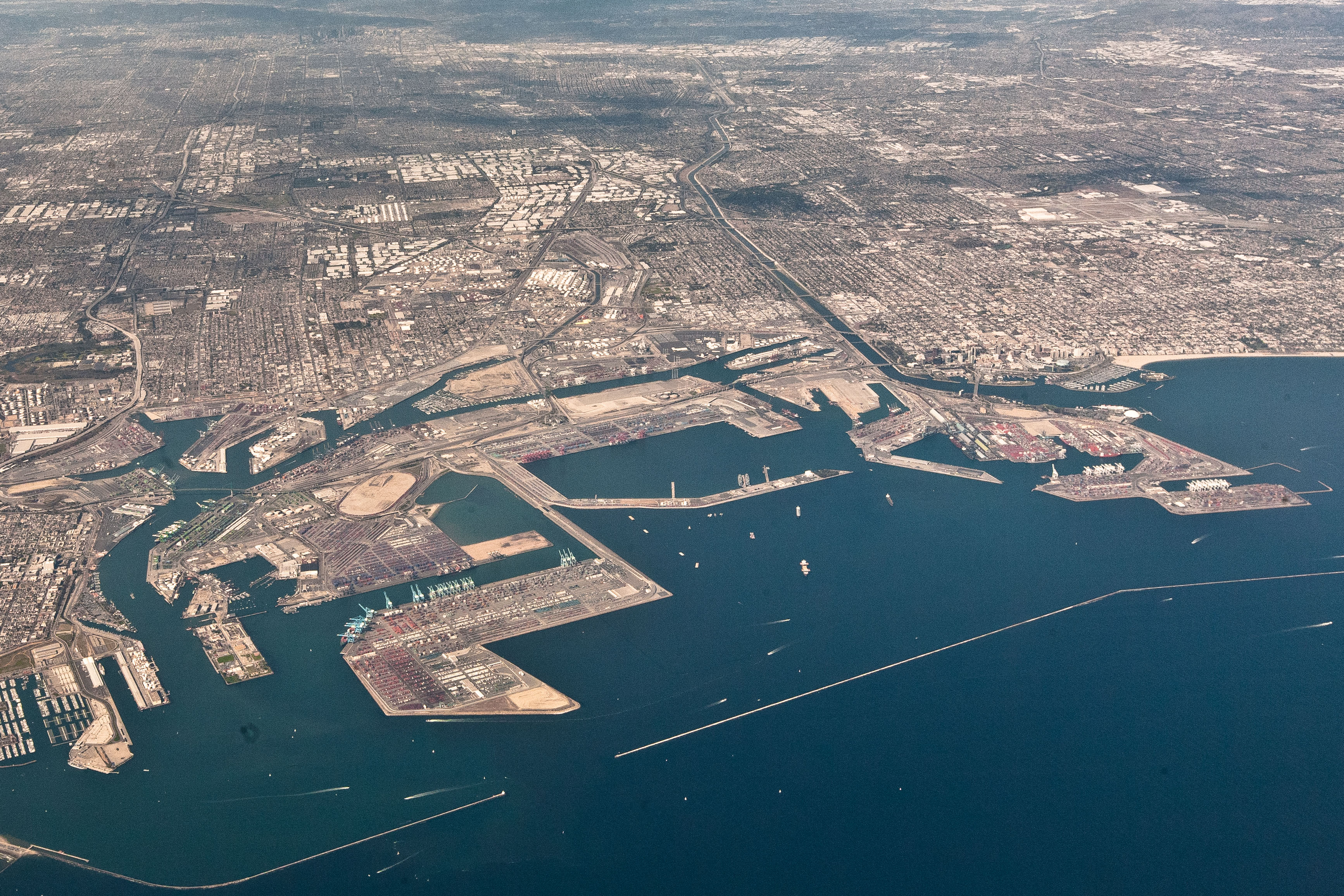
Cảng Long Beach nhìn từ trên cao.

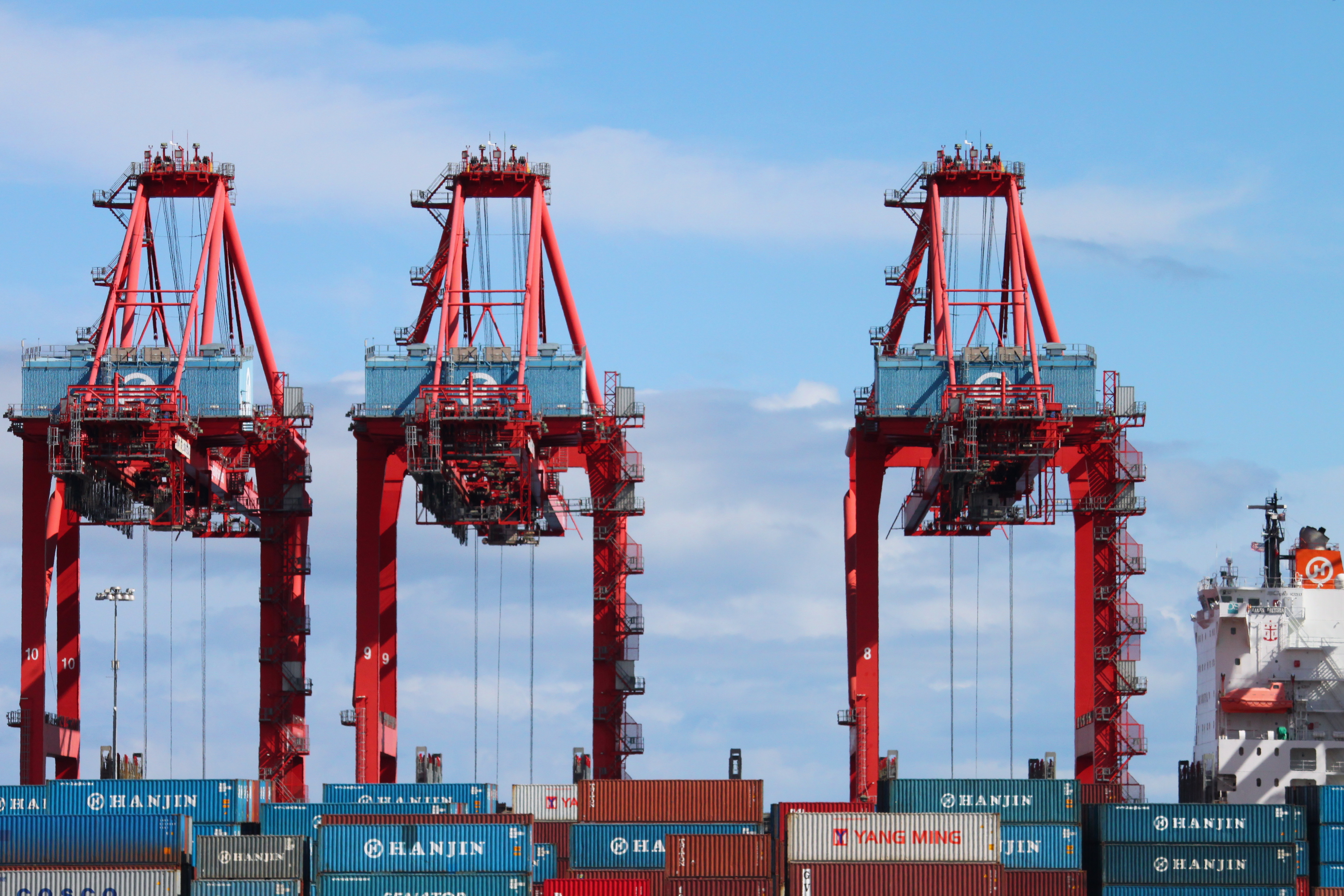
Thiết bị bốc dỡ hàng hóa tại cảng Long Beach.

Cảng Long Beach được thành lập vào ngày 24 Tháng 6 năm 1911 với diện tích ban đầu khoảng 800 mẫu Anh (3,2 km2) tại cửa sông Los Angeles. Năm 1917, Hội đồng quản trị đầu tiên được thành lập để giám sát hoạt động tại bến cảng. Do nền kinh tế đang bùng nổ, các cử đông của cảng Long Beach đã thông qua một trái phiếu 5 triệu USD để nâng cấp cảng và mở rộng khu vực xung quanh. Đến cuối những năm 1920, hơn một triệu tấn hàng hóa đã được xử lý cùng với việc xây dựng bổ sung các cầu cảng cho phù hợp với phát triển kinh doanh. 
Năm 1921, dầu mỏ đã được phát hiện tại khu vực biển thuộc Long Bearch và xung quanh Signal Hill. Năm 1932, đây là khu vực dầu lớn thứ tư tại Hoa Kỳ, với việc phát hiện thêm mỏ dầu Wilmington  với hàng trăm giếng dầu cung cấp nguồn thu cho khu vực nói chung và thành phố cảng Long Beach nói riêng. Năm 1937, những thùng dầu đầu tiên khai thác từ khu vực biển đã cập cảng sau khi người ta phát hiện được nhiều giếng dầu ngoài khơi bờ biển. Giữa những năm 1930, khi cảng được mở rộng, chủ yếu là do nhu cầu vận chuyển dầu sang thị trường nước ngoài, sản lượng lớn dầu từ Los Angeles được khai thác đã gây ra một sự dư thừa tại thị trường Mỹ.
Việc khai thác hàng trăm triệu thùng dầu gây ra tình trạng lún đất theo thời gian  Các kỹ sư và các nhà địa chất đã kịp thời đưa vấn đề cần phải xây dựng bờ bao kiểm soát lũ lụt khi thủy triều lên cao.
Năm 1946, sau chiến tranh thế giới thứ hai, cảng Long Beach được thành lập như là một "hải cảng hiện đại nhất của Mỹ" bấy giờ  với việc là một trong chín cảng chính được xây dựng tập trung hàng hóa vận chuyển và là cảng đầu tiên được hiện đại hóa.
Với việc mở rộng nhanh chóng của bến cảng dấy lên quan ngại về ô nhiễm môi trường tại cảng Long Beach, vì vậy nơi đây đã xây dựng các chương trình về phòng chống sự cố tràn dầu, có các hạt và quản lý hiệu quả cao giao thông tàu. Nhờ những nỗ lực, cảng Long Bearch đã được trao giải thưởng của Hiệp hội Môi trường Cảng vụ Hoa Kỳ. Long Beach là cảng đầu tiên ở Tây bán cầu được nhận giải thưởng này. . Ngoài ra, cảng còn có hai hệ thống đo mức độ ô nhiễm không khí, cùng với việc quy định việc các tàu thuyền phải sử dụng ít nhất 50% nguồn điện thay vì sử dụng hoàn toàn động cơ diesel khiến nơi đây trở thành một cảng biển thân thiện với môi trường, một trong những cảng sạch nhất thế giới.
Năm 1980, với việc Hoa Kỳ cải thiện mối quan hệ với Trung Quốc, cảng đã tiếp nhận các cán bộ tới từ Trung Quốc. Chưa đầy một năm sau đó, công ty tàu biển China Ocean khánh thành việc vận chuyển quốc tế và được Cảng Long Beach tiếp nhận với tư cách là cảng đầu tiên của Mỹ. Các mối quan hệ đã được tăng cường với một số hãng tàu biển như Hanjin của Hàn Quốc đã mở một (230.000 m2) cảng container 57 ha ở Pier C của cảng vào năm 1991. Sau này, COSCO, một tàu sân bay quốc tế của Trung Quốc thực hiện việc kinh doanh với cảng Long Beach vào năm 1997.